# Saint-Génard
Saint-Génard korábbi község Franciaország Új-Aquitania régiójában, Deux-Sèvres megyében.
Lakosainak száma 351 fő (2017. január 1.). Saint-Génard Chail, Melle, Paizay-le-Tort, Pouffonds, Saint-Martin-lès-Melle, Sompt, Tillou és Fontivillié községekkel határos.
2019. január 1-jén Pouffonds korábbi községgel egyesült és az így létrejött Marcillé új község része lett.

## Népesség
A település népessége az elmúlt években az alábbi módon változott:
| Lakosok száma | 357  | 352  | 379  | 351  |
|               | 2013 | 2015 | 2016 | 2017 |